# Serrat Alegre
El Serrat Alegre és una muntanya de 1.112 metres que es troba al municipi de Campdevànol, a la comarca del Ripollès.